# オスカー・ベーメ
オスカー・ベーメ（Oskar Böhme, 1870年2月24日 - 1938年以降? オレンブルク?）はドイツの作曲家・トランペット奏者。

## 略歴
やはりトランペット奏者であったヴィルヘルム・ベーメを父に、ドレスデン近郊の寒村ポチャッペルに生まれる。ライプツィヒ音楽院にてトランペットと作曲を修め、1885年に卒業するが、初期のベーメがいかなる音楽活動を行なっていたかはほとんど不明である。とはいえ、ドイツ中の小さな管弦楽団で演奏活動を行なっていたと考えられる。
1894年から1896年までブダペスト歌劇場（ハンガリー国立歌劇場の前身）のオーケストラで演奏した後、1897年にサンクトペテルブルクに移る。それから24年にわたってマリインスキー劇場でコルネット奏者を担当し、その後は1921年から1930年までの9年間、レニングラード（サンクトペテルブルクが改称）のワシリェフスキー島の音楽学校の教師に転身した。その後はオペラ界に復帰し、1934年までレニングラード演劇場に勤めた。
しかし同年、スターリン体制の下に大粛清が始まると、1936年にソヴィエト・ロシアの芸術界を監視するための委員会が設立される。その反外国人の謀略により、ベーメはドイツ系を理由にオレンブルクに追放される。一説には、追放先で亡くなったと言われるが、また一説には、1941年にトルクメン運河建設現場で強制労働に就いているところを目撃されたとも言われている。

## 作品
ベーメの作品数は46曲に上るが、中でも《トランペット協奏曲 ヘ短調》作品18と《金管六重奏曲（もしくはトランペット六重奏曲） 変ホ短調》作品30が最も名高い。一般的に言うと、ベーメはロマン派音楽の様式によって、もっぱらトランペットや金管楽器のために作曲した。ベーメが流刑に処せられた結果、その作品はスターリン主義の時代を通じて無視されてきたが、現在では急速に再評価されつつある。

## 参考資料・音源など
- Biography of Böhme and his brother (PDF)
- David plays Boehme 1 - YouTube（ホ短調に移調しているらしい）
- Abracadabrass - YouTube（六重奏曲の演奏。動画は途中から始まっている）
- Sergei Nakariakov - Tarantella - YouTube